# Municipio de Wayne (condado de Mitchell)
El municipio de Wayne (en inglés: Wayne Township) es un municipio ubicado en el condado de Mitchell en el estado estadounidense de Iowa. En el año 2010 tenía una población de 373 habitantes y una densidad poblacional de 4,87 personas por km².

## Geografía
El municipio de Wayne se encuentra ubicado en las coordenadas 43°27′52″N 92°36′47″O / 43.46444, -92.61306. Según la Oficina del Censo de los Estados Unidos, el municipio tiene una superficie total de 76.6 km², de la cual 76,6 km² corresponden a tierra firme y (0 %) 0 km² es agua.

## Demografía
Según el censo de 2010, había 373 personas residiendo en el municipio de Wayne. La densidad de población era de 4,87 hab./km². De los 373 habitantes, el municipio de Wayne estaba compuesto por el 99,46 % blancos, el 0,54 % eran amerindios. Del total de la población el 0,54 % eran hispanos o latinos de cualquier raza.